# عبد الله بك الزهدي
عبد الله بك الزهدي، ولد عام بالشام 1251هـ/1836م وتوفي بمصر   عام 1296هـ/1879م، يعتبر من أبرز الخطاطين العرب في القرن التاسع عشر.
انتقل إلى مصر أيام الخديوي إسماعيل،    ودرس الخط في تركيا وفي بالمدرسة الخديوية في مصر. وهو الذي خط جدران المسجد النبوي ولذلك سمي بخطاط المسجد النبوي، كما كتب على كسوة الكعبة.

## مسيرته
والده عبد القادر افندي، ولد في نابلس أو دمشق، وارتحل مع عائلته إلى كوتاهية (Kütahya) ثم إلى اسطنبول، وينتهي نسبه إلى الصحابي تميم بن اوس الداري حسب ما كان يذكره عبدأيام الله زهدي، في بعض توقيعاته على كتاباته، وقد تعلم الخط في البداية. على يدي راشد أفندي الايوبي (ت 1292هـ/1875م) إلا أن استاذه الحقيقي هو قاضي العسكر مصطفى عزت أفندي، فهو من أحسن الخطاطين الذين اقتدوا به وجروا على طريقته في الثلث والنسخ.
وقد عمل زهدي أفندي معلماً للخط والرسم في مدرسة تعليم الخط (مشقخانه) الموجودة في «جامع نور عثمانيه»، وفي المهندسخانه البرية الملكية (مهندسخانه برىء همايون). وكان صاحب ملكة خاصة في تقليد الخطوط.
وقد عمل زهدي أفندي معلماً للخط والرسم في مدرسة تعليم الخط (مشقخانه) الموجودة في «جامع نور عثمانيه»، وفي المهندسخانه البرية الملكية (مهندسخانه برىء همايون). وكان صاحب ملكة خاصة في تقليد الخطوط.
وقد قيل إن السلطان عبد المجيد أعجب بنموذج الثلث الجلي الذي كتبه من بين خطوط الخطاطين الآخرين فاختاره بعد عام 1273هـ/1857م لكتابة خطوط الحرم النبوي الشريف في المدينة المنورة، وخصص له راتب مقداره 7500 قرش وحصل على نيشان مجيدي من الدرجة الثالثة، وقد مكث زهدي أفندي سبعة أعوام في المدينة، كتب خلالها عدة آيات قرآنية وأحاديث ومدائح نبوية بالثلث الجلي على رقبة القبة في المسجد النبوي وعلى جدرانه على شكل شريط. وقد تعطلت أعمال الكتابة عام 1861 عند تغير السلطان، ولكن تمت معاودة العمل إلا أنه لم يعد يتلقى راتبه المخصص ايام السلطان عبد المجيد، وكان يوجد إلى جانبه آنذاك كل من الخطاط چومز زاده محسن أفندي (توفي في 1304هـ/1887م) والمذهب الحاج حسين أفندي وتلميذه الحاج أحمد أفندي، وساعدوه على انجازها. وأغلب هذه الكتابات الرشيقة مازال موجودا حتى الآن، وهي من حيث طولها تُبرز لنا ان عبد الله زهدي هو صاحب اكبر قدر من كتابات الثلث الجلي بحيث لايتعداه خطاط آخر في الدنيا، إذ يزيد طول الشريط الكتابي الذي كتبه بالثلث الجلي عن 2000 متر، منها 240 مترا على شكل ثلاثة أسطر فوق جدار القبلة، و 140 مترا على رقبة القبة. ونظرا لان زهدي أفندي كان رساما في نفس الوقت فقد اهتم كثيرا بالخطوط المتراكبة المتداخلة الثلث الجلي، وأبدع الكثير من أشكالها الفنية.

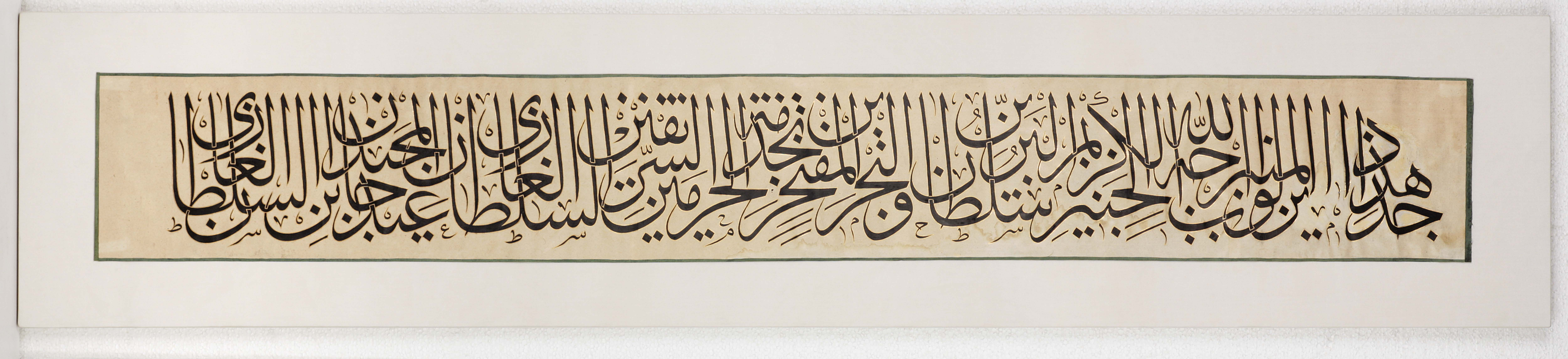

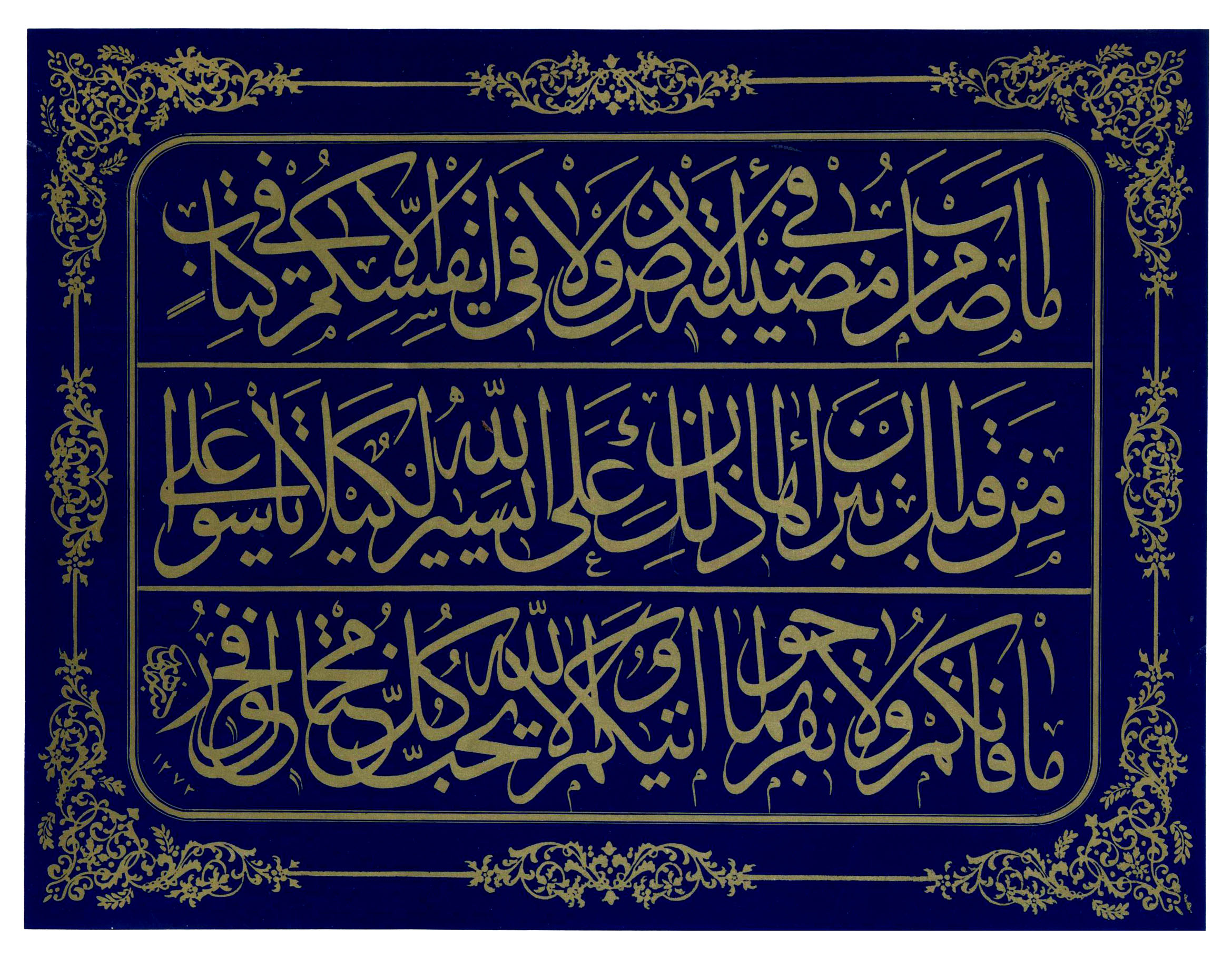
الأية "وما اصابكم من مصيبة ..." بخط الثلث بخط عبد الله الزهدي

وقد استقر عبد الله زهدي بعد انتهاء أعماله في المدينة في مصر أيام الخديوي إسماعيل، وحصل فيها على لقب «خطاط مصر الأول»، وأمضى بقية عمره في كتابة الخطوط للدوائر الرسمية (كأوراق البنكنوت وغيرها) وفي إعداد اللوحات للمساجد والجوامع وفي مراقبة دروس الخط في المدارس، ودرس الخط بالمدرسة الخديوية في مصر، من ضمن كتاباته في مصر كتابات سبيل أم عباس في 1284 هـ حتى 1286 هـ، كما كلف بكتابات في مسجد الرفاعي وكسوة الكعبة، ومن ضمن اثاره ايضاً كتاباته على ميزاب الكعبة الذي جدد في عهد السلطان عبد المجيد وعرض مؤخراً في بينالي الفنون الإسلامية، ولذلك كان يلقب نفسه في تواقيعه بكاتب الحرمين (إشارة إلى كتاباته بحرمي مكة والمدينة)، توفي في القاهرة عام ١٢٩٦هـ (۱۸۷۹م)، ودفن بجوار الامام الشافعي، وكان رحمه الله صاحب الفضل الاكبر في جعل الخط فنا شائعا محببا في مصر خلال القرن الماضي، وتخرج عليه كثيرون ممن جودوا الخط.